# Edward Blyth
Pour les articles homonymes, voir Blyth.
Edward Blyth est un zoologiste britannique, né le 23 décembre 1810 à Londres et mort le 27 décembre 1873.

## Biographie
Bien que ne recevant aucune formation scientifique, Blyth montre très jeune un intérêt pour l'histoire naturelle et plus particulièrement les oiseaux. En 1836, il réalise une réédition du classique Selborne de Gilbert White (1720-1793). En 1840, il participe à la traduction du Règne animal de Georges Cuvier (1769-1832) et se consacre particulièrement aux vertébrés (en dehors des poissons).
À la suite d'une petite annonce parue dans la presse londonienne, il postule pour le poste de conservateur du muséum de la Société royale asiatique du Bengale. Ayant obtenu le poste, il part pour Calcutta en 1841. Il y demeurera vingt-deux ans.
Il hérite des collections de Theodore Edward Cantor (1809–1860), de John McClelland (1800-1883) et d'autres. Il va contribuer à grandement enrichir les collections, grâce à ses propres recherches mais aussi par des dons. Il publie de nombreux catalogues sur les collections du muséum, notamment un Catalogue of the Birds of the Asiatic Society en 1849. Il décrit de nombreuses espèces, principalement des oiseaux et des mammifères.
Mais de santé fragile, il doit regagner Londres en 1863. Ses collections seront à la base de la création du muséum d'Inde.
Il continue néanmoins ses recherches, outre à l'histoire naturelle, il fait paraître des articles sur la biogéographie, la domestication et l'évolution. Ses observations sont souvent reprises par Charles Darwin. Son Natural History of the Cranes paraît posthumément en 1881.

## Taxons qui lui sont dédiés
- Tragopan de Blyth (Tragopan blythii), oiseau de la famille des Phasianidae, décrit par Thomas Claverhill Jerdon en 1870 ;
- Rufipenne de Blyth (Onychognathus blythii), oiseau de la famille des Sturnidae, décrit par Gustav Hartlaub en 1859 ;
- Martin-pêcheur de Blyth (Alcedo hercules), oiseau de la famille des Alcedinidae, décrit par Alfred Laubmann en 1917 ;
- Limnonectes blythii, grenouille décrite par George Albert Boulenger en 1920.

## Liste partielle des publications
- 1835 à 1837 : Trois articles dans The Magazine of Natural History
- 1863 : Catalogue of Mammalia in the Museum of Asiatic Society. Calcutta. Savielle & Cranenburgh, Bengal Printing Company Limited, 187 pages. (lire en ligne)